# Aliança Tribal de Hadramaute
Aliança Tribal de Hadramaute, também conhecida como Aliança Tribal de Hadramout ou Aliança das Tribos de Hadramaute, é um grupo armado envolvido na atual Guerra Civil Iemenita. As forças da Aliança são principalmente extraídas do povo hadramita no sul do Iêmen. Durante a guerra civil, a Aliança é frequentemente citada como apoiadora do governo iemenita sob Abdrabbuh Mansur Hadi e é conhecida por operar ao lado das Forças Armadas do Iêmen em Hadramaute.

## Operações
A Aliança Tribal de Hadramaute foi formada na região de Hadramaute, no sul do Iêmen, onde buscava obter mais autonomia do governo iemenita. Em 2014, a Aliança lutou ativamente contra militantes alinhados com a Al-Qaeda na Península Arábica (AQAP), embora também tenha emitido declarações em oposição ao governo do Iêmen após uma série de ataques terroristas em Seiune, com os membros da Aliança manifestando dúvidas quanto à eficácia das campanhas anti-terroristas governamentais. Após a eclosão da Guerra Civil Iemenita em 2015, as disputas internas civis criaram um vácuo de poder no sul do Iêmen. A falta de uma presença de um governo organizado permitiu que grupos militantes, mais notavelmente a AQAP, assumissem o controle de partes da região. Em resposta, a Aliança Tribal e vários outros grupos de milícias formaram um comando militar centralizado para coordenar a defesa dos territórios sob seu controle. Em abril de 2015, as forças dessas tribos retomaram as cidades de Mucala e Xaer dos militantes da AQAP e da Ansar al-Sharia, que capturaram Mucala em 2 de abril. A Aliança participou da Segunda Batalha de Mucala ao lado de soldados iemenitas e dos Emirados Árabes Unidos, um ano depois, em abril de 2016, e expulsou com sucesso a AQAP e seus afiliados de Hadramaute.